# 376029 Blahová
376029 Blahová è un asteroide della fascia principale. Scoperto nel 2010, presenta un'orbita caratterizzata da un semiasse maggiore pari a 3,1663259 UA e da un'eccentricità di 0,2193789, inclinata di 14,70702° rispetto all'eclittica.
L'asteroide è dedicato all'omonimo comune slovacco.